# WWE Cyber Sunday
WWE Cyber Sunday est un pay per view de la World Wrestling Entertainment et se déroule chaque année au mois d'octobre ou de novembre. La première édition de cet évènement eu lieu en 2004, et se dénommait WWE Taboo Tuesday. Comme son nom l'indique, Taboo Tuesday se déroulait le mardi avant de changer de nom pour Cyber Sunday en 2006 et ainsi passer comme le veut la tradition au dimanche. La particularité de ce pay per view réside dans le fait que les fans peuvent voter via le site de la WWE pour les stipulations des matchs, la désignation d'un catcheur dans un match, quel titre sera remis en jeu ou encore choisir le partenaire d'un lutteur. Les votes prennent fin juste avant les matchs durant le pay per view. De 2004 à 2006, c'était un PPV exclusif à la division RAW.
En 2009, Cyber Sunday devient WWE Bragging Rights.

## Historique

### Taboo Tuesday

#### 2004
Taboo Tuesday 2004 s'est déroulé le 19 octobre 2004 au Bradley Center de Milwaukee, Wisconsin. Les votes ont débuté le 4 octobre 2004 et se sont arrêtés durant le show.
- Shelton Benjamin def. Chris Jericho pour remporter le Intercontinental Championship (10:55)
  - Benjamin a effectué le tombé sur Jericho après une T-Bone Suplex.
  - Votes : Shelton Benjamin 37 %, Batista 20 %, Jonathan Coachman 7 %, Autre (Christian, Hurricane, Rodney Mack, Maven, Chuck Palumbo, William Regal, Steven Richards, Rhyno, Rosey, Tajiri, Tyson Tomko & Val Venis) 36 %
- Trish Stratus def. Stacy Keibler, Gail Kim, Molly Holly, Nidia, Victoria & Jazz dans un Schoolgirl's Outfit Battle Royal pour conserver le WWE Women's Championship (5:30)
  - Les éliminations se faisaient en faisant sortir du ring ses adversaires.
  - Les fans choisissaient ce que les divas devaient mettre durant le match.
  - Votes : Tenues d'écoles 53 %, Maillot français 30 %, Infirmières 17 %

| Élimination # | Catcheuse      | Éliminé par                  |
| ------------- | -------------- | ---------------------------- |
| 1             | Nidia          | Jazz                         |
| 2             | Jazz           | Victoria                     |
| 3             | Gail Kim       | Victoria                     |
| 4             | Victoria       | Molly Holly et Trish Stratus |
| 5             | Stracy Keibler | Molly Holly                  |
| 6             | Molly Holly    | Trish Stratus                |
- Gene Snitsky def. Kane dans un Steel Chain match (14:17)
  - Snitsky a effectué le tombé sur Kane après une descente du pied sur une chaise placé sur la tête de Kane.
  - Les fans votaient pour désigner l'arme légale pour ce combat
  - Votes : Chaine 41 %, Chaise 30 %, Barre en fer 29 %
- Eugene def. Eric Bischoff dans un Loser Gets Shaved match (2:01)
  - Eugene a effectué le tombé sur Bischoff après un Leg drop
  - Votes : le perdant doit se faire raser la tête 59 %, le perdant doit porter une robe pendant un mois 21 %, le perdant doit servir le vainqueur 20 %
  - Finalement Jonathan Coachman a dû mettre la robe jusqu'à la fin du show.
- Edge & Chris Benoit déf. La Résistance (Rob Conway & Sylvain Grenier) pour remporter le World Tag Team Championship (16:15)
  - Chris Benoit a fait abandonné Rob Conway avec un Crippler Crossface.
  - Pendant le match Edge est parti de l'arène ce qui a laissé Benoit tout seul.
  - Chris Benoit & Edge ont participé à ce match car ils n'avaient pas été choisis pour affronter Triple H.
- Christy Hemme def. Carmella DeCesare (1:48)
  - Votes : Lingerie Pillow 57 %, Evening Gown 33 %, Aerobics Challenge 10 %
- Triple H def. Shawn Michaels pour conserver le World Heavyweight Championship (14:05)
  - Triple H a effectué le tombé sur Michaels après un Spear de Edge.
  - Durant ce match, Batista & Edge ont interféré en faveur de Triple H.
  - Votes : Shawn Michaels 39 %, Edge 33 %, Chris Benoit 28 %
- Randy Orton def. Ric Flair dans un Steel cage match (10:35)
  - Orton a effectué le tombé sur Flair après avoir évité un coup de chaise et un RKO.
  - Durant le match, Flair a frappé Orton avec un poing américain.
  - Durant le match, Flair a frappé Orton dans les parties.
  - Après le match les deux hommes se sont serré la main.
  - Votes : Steel cage 68 %, Falls Count Anywhere 20 %, Submission 12 %

#### 2005
Taboo Tuesday 2005 s'est déroulé le 1er novembre 2005 au iPayOne Center de San Diego, Californie. Les votes ont débuté le 24 octobre 2005 et se sont arrêtés durant le show.
- Heat match : Kerwin White et Matt Striker def. Shelton Benjamin et Val Venis (2:38)
  - Striker a effectué le tombé sur Benjamin.
- Rey Mysterio et Matt Hardy def. Chris Masters et Snitsky (13:46)
  - Mysterio a effectué le tombé sur Masters après un Droppin' the Dime. L'arbitre de SmackDown! Nick Patrick et celui de RAW Mike Chioda ont officié pour ce match, n'étant pas d'accord et s'interrompant chacun à divers parties du match.
  - Snitsky remplaçait Edge, qui était blessé.
  - Votes : Matt Hardy 31 %, Rey Mysterio 29 %, John Bradshaw Layfield 17 %, Christian 13 %, Hardcore Holly 10 %
- Eugene et Jimmy Snuka def. Rob Conway et Tyson Tomko (6:21)
  - Snuka a effectué le tombé sur Conway après un Superfly Splash.
  - Votes : Jimmy Snuka 43 %, Jim Duggan 40 %, Kamala 17 %
- Mankind def. Carlito (7:22)
  - Mankind a fait abandonné Carlito. Les fans choisissaient la personnalité de Mick Foley.
  - Votes : Mankind 52 %, Cactus Jack 35 %, Dude Love 13 %
- Kane et The Big Show def. Lance Cade et Trevor Murdoch pour remporter le World Tag Team Championship (7:59)
  - Kane et Big Show ont effectué le tombé sur Cade après un Chokeslam.
  - L'équipe qui affrontait Cade et Murdoch était composée des deux catcheurs qui n'ont pas été choisis par le public pour affronter John Cena et Kurt Angle.
- Batista def. Jonathan Coachman (w/Vader et Goldust) dans un Street Fight Handicap match (4:22)
  - Batista a effectué le tombé sur Coach après un Batista Bomb.
  - Le match était à l'origine Coach vs. Steve Austin avant que celui-ci ne soit remplacé par Batista la veille.
  - Votes : Street Fight 91 %, Débat verbal 6 %, Arm Wrestling Match 3 %
- Trish Stratus def. Ashley Massaro, Mickie James, Maria Kanellis, Candice Michelle et Victoria dans un Fulfill Your Fantasy Battle Royal pour conserver le WWE Women's Championship (5:23)
  - Stratus l'a emporté quand James s'est éliminée elle-même avec Victoria.
  - Les éliminations se faisaient aussi par-dessus la troisième corde.
  - Votes : Lingerie 43 %, Cuir et dentelle 32 %, Habits de pom-pom girl 25 %
- Ric Flair def. Triple H dans un Steel cage match pour conserver le WWE Intercontinental Championship (23:45)
  - Flair l'emportait en s'échappant de la cage.
  - Votes : Steel cage match 83 %, Submission match 13 %, Match simple 4 %
- John Cena def. Shawn Michaels et Kurt Angle dans un Triple Threat match pour conserver le WWE Championship (16:42)
  - Cena a effectué le tombé sur Michaels après un F-U.
  - Votes : Shawn Michaels 46 %, Kane 38 %, The Big Show 16 %

### Cyber Sunday

#### 2006
Cyber Sunday 2006 s'est déroulé le 5 novembre 2006 au U.S. Bank Arena de Cincinnati, Ohio. Les votes ont débuté le 16 octobre 2006 et se sont arrêtés durant le show.
- Dark match : Super Crazy def. Rob Conway (3:26)
  - Crazy a effectué le tombé sur Conway après un moonsault.
- Umaga (w/Armando Alejandro Estrada) def. Kane (8:39)
  - Umaga a effectué le tombé sur Kane après un Samoan Spike.
  - Votes : Kane 49 %, The Sandman 28 %, Chris Benoit 23 %.
- Cryme Tyme (JTG et Shad Gaspard) def. The Highlanders (Robbie et Rory McAllister), Charlie Haas et Viscera, et Lance Cade et Trevor Murdoch dans un Texas Tornado match (4:28)
  - JTG a réalisé le tombé sur Robbie après que Cade et Murdoch l'ont pris dans un Sweet and Sour.
  - Votes : Texas Tornado 50 %, Tag team Turmoil 35 %, Fatal Four-Way 15 %.
- Jeff Hardy def. Carlito pour conserver le WWE Intercontinental Championship (13:21)
  - Hardy a effectué le tombé sur Carlito après une Swanton Bomb.
  - Votes : Carlito 62 %, Shelton Benjamin 25 %, Johnny Nitro 13 %.
- Rated RKO def. D-Generation X (Triple H et Shawn Michaels) (avec Eric Bischoff en tant qu'arbitre spécial) (18:11)
  - Orton a effectué le tombé sur Triple H après un RKO sur une chaise.
  - Votes : Eric Bischoff 60 %, Jonathan Coachman 20 %, Vince McMahon 20 %.
- Lita def. Mickie James dans un Diva Lumberjack match pour remporter le vacant WWE Women's Championship (8:07)
  - Lita a effectué le tombé sur James après un snap DDT. C'était la finale d'un tournoi qui comprenait 7 femmes.
  - Bûcheronnes : Candice Michelle, Torrie Wilson, Ashley Massaro, Jillian Hall, Layla El, Rebecca DiPietro, Ariel, Michelle McCool, Melina, Victoria, Kelly Kelly, Trinity, Kristal Marshall
  - Votes : Diva Lumberjack match 46 %, No Disqualification match 40 %, Submission match 14 %.
- Ric Flair et Roddy Piper def. The Spirit Squad (Kenny et Mikey) (w/Johnny, Nicky et Mitch) pour remporter le World Tag Team Championship (6:55)
  - Flair a fait abandonné Mikey sur le Figure-Four Leglock.
  - Votes : Roddy Piper 46 %, Dusty Rhodes 35 %, Sgt. Slaughter 19 %.
- WWE World Heavyweight Champion King Booker (w/Queen Sharmell) def. WWE Champion John Cena et ECW World Heavyweight Champion The Big Show dans un Triple Threat match pour conserver le WWE World Heavyweight Championship (21:05)
  - Booker a effectué le tombé sur Cena après que Kevin Federline a distrait Cena en permettant ainsi Booker de le frapper avec la ceinture du World Heavyweight Championship.
  - Votes : World Heavyweight Championship 69 %, ECW World Heavyweight Championship 27 %, WWE Championship 4 %.

#### 2007
Cyber Sunday 2007 s'est déroulé le 28 octobre 2007 au Verizon Center de Washington D.C.. Les votes ont débuté le 9 octobre et se sont arrêtés pendant le show.
- Dark match : Jesse & Festus def. Deuce 'N Domino
- Rey Mysterio def. Finlay dans un Stretcher match (9:41)
  - Mysterio l'a emporté après avoir placé Finlay sur la civière et avoir traversé la ligne.
  - Votes : Stretcher match, (40 %), No Disqualification match (36 %), Shillelagh on a Pole match (24 %).
- CM Punk def. The Miz pour conserver le ECW Championship (8:48)
  - Punk a effectué le tombé sur Miz après un GTS
  - Votes : The Miz (39 %), John Morrison (33 %), Big Daddy V (28 %).
- Mr. Kennedy def. Jeff Hardy (9:05)
  - Kennedy a effectué le tombé sur Hardy après que celui-ci a raté rope-aided corner dropkick.
- Kane def. MVP par décompte à l'extérieur (6:38)
  - MVP conservait le WWE United States Championship.
  - Votes : Mark Henry (9 %), The Great Khali (24 %), Kane (67 %).
  - Matt Hardy était supposé être l'adversaire de MVP, mais il était retiré du match, à cause d'une blessure à la tête.
- Shawn Michaels def. WWE Champion Randy Orton par disqualification (15:53)
  - Orton était disqualifié après un coup dans les parties intimes, il conservait donc le WWE Championship.
  - Votes : Shawn Michaels (59 %), Mr. Kennedy (10 %), Jeff Hardy (31 %).
- Triple H def. Umaga dans un Street Fight (17:21)
  - Triple H a effectué le tombé sur Umaga après un coup de Sledgehammer et un Pedigree.
  - Votes : Street Fight (57 %), Steel Cage match (26 %), First Blood match (17 %).
- Batista def. The Undertaker pour conserver le World Heavyweight Championship (avec Steve Austin en arbitre spécial) (17:22)
  - Batista a effectué le tombé sur The Undertaker après deux Batista Bombs précédé de deux Spinebusters
  - Votes : Steve Austin (79 %), Mick Foley (11 %), John "Bradshaw" Layfield (10 %).

#### 2008
Matt Hardy, Triple H, Rey Mysterio, Batista et Chris Jericho était en vedette sur la fiche du Pay-per-view
Cyber Sunday 2008 s'est déroulé le 26 octobre 2008 au US Airways Center de Phoenix dans l'Arizona.
- Dark Match pour le WWE United States Championship : Shelton Benjamin (c) def. R-Truth pour conserver le WWE United States Championship (3:23)
  - Votes : R-Truth (59 %), Festus (26 %), MVP (15 %)
  - Ce Dark Match était présenté en direct sur WWE.com et l'on pouvait voter pour l'adversaire du Gold Standard par Internet, via le site officiel de la WWE.
  - Shelton Benjamin a effectué le tombé sur R-Truth après un PayDirt.
  - C'était la toute première défaite de R-Truth depuis ses débuts à SmackDown.
- Rey Mysterio def. Kane dans un No Holds Barred match (10:17)
  - Votes : No Holds Barred match (39 %), Falls Count Anywhere match (35 %), Best 2 out 3 Falls (26 %)
  - Rey Mysterio a effectué le tombé sur Kane après un 619.

Rey Mysterio reste invaincu dans ce PPV
- ECW Championship : Matt Hardy (c) def. Evan Bourne pour conserver le ECW Championship (11:01)
  - Votes : Evan Bourne (69 %), Finlay (25 %), Mark Henry (6 %)
  - Matt Hardy a effectué le tombé sur Evan Bourne après un Twist of Fate.
- John Morrison et The Miz def. Cryme Tyme (10:22)
  - Votes : John Morrison & The Miz vs Cryme Tyme (38 %), Cody Rhodes (c) & Ted DiBiase (c) vs CM Punk & Kofi Kingston (35 %), Jamie Noble & Mickie James vs William Regal & Layla (27 %)
  - Avec l'aide de The Miz, John Morrison parvient à porter son Moonlight Drive sur Shad pour obtenir la victoire.
  - Si le match Cody Rhodes & Ted DiBiase vs CM Punk & Kofi Kingston avait été choisi, il aurait été pour le World Tag Team Championship.
- WWE Intercontinental Championship : The Honky Tonk Man def. Santino Marella (c) par disqualification (1:06)
  - Votes : The Honky Tonk Man (35 %), Roddy Piper (34 %), Goldust (31 %)
  - Beth Phoenix intervient en empêchant Honky Tonk Man d'attaquer Santino Marella ce qui cause la disqualification de ce dernier, qui par la suite, disputa sa compagne.
  - Après le match, Goldust et Roddy Piper vinrent au ring et s'allièrent au Honky Tonk Man pour détruire Santino Marella.
- The Undertaker def. Big Show dans un Last Man Standing match (19:23)
  - Votes : Last Man Standing Match (49 %), "I Quit" match (42 %), Knockout match (9 %)
  - On pouvait également voter pour la stipulation de ce match sur le site de la WWE.
  - The Big Show n'a pu répondre au compte de 10 après que The Undertaker lui a porté son Hell's Gate.
- Diva's Halloween Costume Contest : Mickie James a gagné le concours en étant déguisé en Lara Croft.
  - Peu avant le PPV, sur WWE.com, il était possible de voir les costumes que les divas allaient porter lors du show.
  - Une petite bataille éclata entre les divas, mais les faces éjectèrent les heels.
- WWE Championship : Triple H (c) def. Jeff Hardy pour conserver le WWE Championship (15:37)
  - Votes : Jeff Hardy (57 %), Jeff Hardy & Vladimir Kozlov dans un Triple Threat match (38 %), Vladimir Kozlov (5 %)
  - Triple H a effectué le tombé sur Jeff Hardy après l'avoir attrapé au sommet du turnbuckle pour ensuite lui porter le Pedigree.
- World Heavyweight Championship dans un Special Guest Referee Match : Batista def. Chris Jericho (c) pour remporter le World Heavyweight Championship (17:06)
  - Votes : Stone Cold Steve Austin (74 %), Shawn Michaels (22 %), Randy Orton (4 %)
  - Vers la fin du match, Batista percuta involontairement Austin. Déconcentré, Jericho en profita pour lui porter son Codebreaker. Shawn Michaels arriva pour compter le tombé mais compta lentement. Jericho s'énerva et se disputa avec Michaels, ce qui permit à Batista de récupérer et de lui porter un Spear. Mais au moment où Michaels allait compter la tentative de tombé, JBL le sortit du ring. Randy Orton arriva et Jericho frappa Batista avec la ceinture. Il tenta le tombé mais "l'Animal" se dégagea. À ce moment-là, Stone Cold reprit ses esprits et porta son Stunner à Orton. Finalement, Batista porte à Jericho un Spinebuster suivi de sa Batista Bomb pour la victoire.
  - Batista reste invaincu dans ce PPV.
  - C'est la première fois que Shawn Michaels n'a pas été choisi par le public quand c'était possible.

### Bragging Rights
En 2009, Cyber Sunday devient Bragging Rights.